# Tarzan znajduje syna
Tarzan znajduje syna (Tarzan Finds a Son!) – amerykański film przygodowy z 1939 roku, będący kontynuacją filmu Ucieczka Tarzana z 1936 roku.
Film jest częścią cyklu filmów o Tarzanie, będącego swobodną adaptacją cyklu powieści Edgara Rice’a Burroughsa o tej postaci.

## Treść
Samolot rozbija się przelatując nad dżunglą. W katastrofie ginie dwoje ludzi - mężczyzna i kobieta. Ich syn zostaje znaleziony przez Tarzana i Jane. Przygarniają go i nadają mu imię „Boy”. Wychowują jak ich własne dziecko. Pięć lat później przybywa wyprawa poszukiwawcza młodego spadkobiercy milionów dolarów. Jane postanawia, wbrew woli Tarzana, zwrócić go cywilizacji.

## Główne role
- Johnny Weissmuller - Tarzan
- Maureen O’Sullivan - Jane Parker
- Johnny Sheffield - Boy
- Ian Hunter - Mr. Austin Lancing
- Henry Stephenson - Thomas Lancing
- Frieda Inescort - Lancing
- Henry Wilcoxon - 'Sandee' Sande
- Laraine Day - Richard Lancing
- Morton Lowry - Richard Lancing
- Gavin Muir - pilot